# Osmitopsis dentata
Osmitopsis dentata là một loài thực vật có hoa trong họ Cúc. Loài này được (Thunb.) K.Bremer mô tả khoa học đầu tiên năm 1972.